# موریتز لودویگ فرانکنهایم
 موریتز لودویگ فرانکنهایم (انگلیسی: Moritz Ludwig Frankenheim؛ زاده ۲۹ ژوئن ۱۸۰۱ درگذشته ۱۴ ژانویهٔ ۱۸۶۹) یک دانشمند اهل آلمان بود.